# Jakob von Oldenburg-Delmenhorst
Jakob Graf von Oldenburg-Delmenhorst (* 24. August 1463; † 1484) war ein deutscher Pirat.

## Leben
Jakob wurde am 24. August 1463 als Sohn von Graf Moritz III. von Oldenburg-Delmenhorst und dessen Gattin, der Gräfin Katharina von Hoya, geboren; einer seiner Onkel war Graf Gerd von Oldenburg (Gerd der Mutige). Als Jakobs Eltern im August 1464 starben, ließ Graf Gerd als Vormund Jakobs den Rat und die Mannschaft von Delmenhorst Jakob huldigen, wodurch die formale Selbständigkeit der Herrschaft Delmenhorst dokumentiert wurde. 
Als Graf Gerd aufgrund seiner Streitigkeiten mit Gerhard III. von Hoya, dem Erzbischof von Bremen, fürchtete, dass dieser Einfluss auf Jakob erlangen könnte, übertrug er die Vormundschaft 1474 an einen weiteren Onkel Jakobs, den Grafen von Hoya, woraufhin der nunmehrige Bremer Erzbischof Heinrich XXVII. von Schwarzburg Jakob mit Herrschaft und Schloss Delmenhorst belehnte. Als Jakob volljährig wurde, belehnte ihn der Bremer Erzbischof am 7. September 1479 erneut mit Herrschaft und Schloss Delmenhorst. 
Obwohl sich Jakob einige Zeit in Bremen am Hofe des Erzbischofs aufgehalten hatte, schloss er sich nach seiner Volljährigkeit politisch sogleich seinem Onkel Graf Gerd an und begann von der Burg Delmenhorst aus, hanseatische Kaufleute zu überfallen und auszurauben. Delmenhorst wurde zum Stützpunkt von Graf Gerd für dessen Raubzüge und Kämpfe mit der bremischen Kirche. Am 20. Januar 1482 musste sich Delmenhorst einem bremischen Belagerungsheer ergeben; Jakob emigrierte zum Hof seines Vetters, dem dänischen König Hans. Dieser sah sich offenbar nicht in der Lage, ihn politisch zu unterstützen, verschaffte ihm aber ein Schiff, mit dem Jakob angeblich eine Reise nach Frankreich unternehmen wollte. Tatsächlich aber betrieb Jakob Seeraub und rächte sich auf brutale Art und Weise an hanseatischen Seeleuten, die ihm in die Hände fielen. Die Umstände seines Todes sind unklar; angeblich erkrankte er an Skorbut und starb im Sommer 1484, wohl kaum 20 Jahre alt, in einer schwedischen Hafenstadt.    